# Zirrosis
Zirrosis est un groupe de punk rock espagnol, originaire d'Aranda de Duero, Burgos. Formé en 1991, le groupe célèbre en 2011 ses vingt ans de parcours.

## Biographie
Zirrosis commence son parcours à Aranda de Duero (Burgos) à la fin de l'année 1991. Le groupe est formé par quatre amis dont le but de jouer du punk rock. Les premiers membres sont Blas (voix et guitare), Miguel (guitare et voix), Rule (basse) et Ropecho (batterie).
Après quelques répétitions, le groupe publie en 1992 sa première démo intitulée Victimas, avec laquelle ils commencent à jouer non loin de leur lieu d'origine, jusqu'à ce qu'ils décident plus tard de tenter leur chance dans le monde de la musique. En 1995, ils effectuent leur premier changement de formation dans le groupe : Ropecho (batterie) quitte le groupe et est remplacé par Josito.
Au début de 1996, le groupe commence à travailler sur son premier album, intitulé Que no selas los bares, qui sort finalement en janvier 1997 au label GOR Discos. Il est enregistré aux studios SHOT! d'Arrasate-Mondragón par Inaki Bengoa, et fait participer Rober (Porretas) sur le morceau No hay salida. Après la sortie de cet album, le groupe commence à jouer d'autres concerts à travers la région, en particulier le Pays basque, et commence à participer à d'importants festivals nationaux. 
En 2011, alors qu'il fête ses vingt ans de parcours,, le groupe publie  son cinquième album, intitulé Don Dinero, sorti en décembre. Il fait participer Kutxi (Marea), Pajarillo (Porretas) et Brigi (Koma).
En juin 2013, le nouvel EP du groupe sort sous le nom de ... Sángrame un poco más.

## Discographie
- 1997 : Que no nos cierren los bares
- 1999 : Kaña a los que nos quieren pisar
- 2001 : Cosas ke no arrastre el viento
- 2008 : Seguir tragando... sin atragantarse
- 2011 : Don Dinero
- 2013 : ...Sángrame un poco más

## Membres

### Membres actuels
- Blas Gil (Blas) - chant, guitare (depuis 1991)
- Miguel Ángel López (Miguel) - guitare (depuis 1991)
- José A. Rodríguez (Montañés) - basse (depuis 1998)
- Roberto Hernando (Nandis) - batterie (depuis 2003)

### Anciens membres
- Raúl Martínez (Rule) - basse (1991–1998)
- Rodolfo de Diego (Ropecho) -  batterie (1991–1995)
- José Luis Caballero (Josito) - batterie (1995–2003)